# Morfi Kids
Morfi Kids fue un programa de cocina de género argentino infantil, que fue estrenado el 2 de enero de 2018 por Telefe. Se emitió todos los sábados de 9:00am a 10:00am. Fue conducido por Rodrigo Cascón y Chantal Abad acompañados por dos mini cocineros, Araceli Maumus y Tomás Raimondi.

## Presentadores
- Chantal Abad: Amante de la buena comida y emprendedora curiosa. Trabajó en diversos hoteles y restaurantes, y gracias a ello pudo viajar por el mundo.
- Rodrigo Cascón: Se caracteriza por hacer recetas ricas e innovadoras. Sus platos buscan ser prácticos y accesibles para todos los que quieran incursionar en la cocina.
- Araceli Maumus: Tiene 11 años; canta desde los 3 años; su hobby es grabar videos y su receta favorita: muffins con corazones.
- Tomás Raimondi: Tiene 11 años (12 a partir del programa 9); tiene una gata llamada Mafalda; de grande quiere ser personal trainer y su receta preferida: hamburguesas caseras,
- Ana "Anita" Ponce Maldonado: Es parte de Morfi Kids desde el programa 28; es muy curiosa, le encanta el maquillaje artístico y su receta preferida: milanesas.
- Sebastián Zoppi: Es el baterista, le pone todo su buen humor y utiliza cosas reutilizbles para hacer música.
- Candela Redin es Matilda Nélida de la Huerta: Es la vecina de Morfi Kids, tiene una huerta orgánica, canta muy bien, pero... la cocina no es lo suyo.
- Pablo Sultani es Strómboli: Es un crítico gastronómico, medio loco, pero muy exigente. Apareció en el programa 3 para probar la tarta de pollo.

## Episodios
| Programa | Estreno     | Receta                                                                                                   | Notas |
| -------- | ----------- | --- | --- |
| n.º 1    | 2 de enero  | Torta de presentación                                                                                    | Primer programa |
| n.º 2    | 3 de enero  | Pizza de tomates                                                                                         | Día del tomate |
| n.º 3    | 4 de enero  | Tarta de pollo                                                                                           | Visita y primera aparición de Strómboli (crítico gastronómico)                                                           |
| n.º 4    | 5 de enero  | Rosca de reyes y masitas                                                                                 | Los chef se disfrazaron como los Reyes Magos y mejoraron la receta de la rosca de Reyes.                                 |
| n.º 5    | 8 de enero  | Yogur y milanesas con papas                                                                              | ¡Volvió Zoppi! / Empezar la semana saludable.                                                                            |
| n.º 6    | 9 de enero  | Torta chocolatosa                                                                                        | ¡Otra vez llegó Strómboli! /Primer Delivery (A Eleonora Wexler)                                                          |
| n.º 7    | 10 de enero | Paqueques y Milshake                                                                                     | Araceli cantó |
| n.º 8    | 11 de enero | Huevos revueltos a lo Chritophe Cremé caramel (Francia)/Flan (Argentina)                                 | Morfi Kids a la francesa. Visita de Chritophe. / Ara y Tomi hicieron su primera entrevista.                              |
| n.º 9    | 12 de enero | Mini-Hamburguesas, jugo natural y Bocadito Crispy de pollo                                               | ¡Cumple de Tomi! / ¡Volvió Strómboli! / Festejos por el cumple de Tomi                                                   |
| nº10     | 15 de enero | Torta de golosinas y paleta de chocolate                                                                 | 2º delivery, esta vez es para el elenco de "Kally's Mashup" (de Nick). / Strómboli cada vez... ¿Más exigente o más loco? |
| nº11     | 16 de enero | Huevos revueltos gramajo (clásico)/Sándwiches de lomito y huevo/Huevos revueltos gramajo a la Morfi Kids | Día del huevo. Rodrigo se disfrazó de huevo frito.                                                                       |

## Producción
- Idea y producción: Gerardo Rozín
- Guionista: Eugenia Quibel
- Reparto: Rodrigo Cascón; Chantal Abad; Sebastián Zoppi; Pablo Sultani - Los kids: Araceli Maumus; Tomás Raimondi
- Producción: Veleria Lungarini
  - Producción ejecutiva: Natalia Chintalo
- Dirección: Grendel Resquín
  - Asistente de dirección: Pablo Landoni
- Ambientación: Natalaia Taiani
- Sonido: Daniel Mesia
- Musicalización: Emmanuel Mayol
- Iluminación: Jorge Condomi - Willy Steiner
- Escenografía: Silvana Giustozzi
- Asesora vesturio: Adriana Vázquez
- Coordinación operativa: Julio Riccardi